# Juan Antonio Lavalleja
Juan Antonio Lavalleja (ur. 24 czerwca 1784 w Minas, zm. 22 października 1853 w Montevideo) – urugwajski rewolucjonista, założyciel zbrojnej grupy mężczyzn nazwanej Trzydziestu Trzech Orientalczyków w okresie urugwajskiej deklaracji niepodległości w 1825. W 1827 był rywalem Fructuoso Rivery w walce o władzę w kraju, którą jednak przegrał. Nie mogąc się z tym pogodzić Lavalleja zorganizował powstanie. W 1852 został wybrany na członka triumwiratu mającego rządzić państwem, jednak zmarł jeszcze przed rozpoczęciem swojej służby.